# Marion Tüns
Marion Tüns (* 27. Dezember 1946 in Lüdinghausen) ist eine deutsche Politikerin (SPD).

## Leben
Marion Tüns war von 1984 bis 1997 Ratsfrau und ab 1989 Bürgermeisterin der Stadt Münster. Sie wurde im November 1994 zur Oberbürgermeisterin gewählt und löste Jörg Twenhöven ab. Mit ihr wurde nicht nur erstmals eine Frau, sondern auch erstmals ein SPD-Mitglied sowie erstmals eine Person evangelischen Bekenntnisses Oberbürgermeister der Stadt. Im Zuge der Kommunalreform wurde Tüns am 1. September 1997 hauptamtliche Oberbürgermeisterin, konnte sich bei der erstmals als Direktwahl durchgeführten Oberbürgermeisterwahl vom 12. September 1999 aber nicht gegen den CDU-Kandidaten Berthold Tillmann durchsetzen.
Mit der Wahlniederlage beendete sie ihre Tätigkeit in der Kommunalpolitik und kehrte weitgehend ins Privatleben zurück, auch wenn sie aktives SPD-Mitglied blieb. Zuletzt war sie bei dem Bürgerbegehren gegen die Teilprivatisierung der Stadtwerke Münster „Pro Stadtwerke Münster“ 2001/02 als Sprecherin in der Öffentlichkeit aktiv.